# Preston
Preston är en stad i distriktet City of Preston i grevskapet Lancashire i England i Storbritannien. Genom staden rinner floden Ribble. Orten har 148 836 invånare (2001).
De första engelska fotbollsmästarna, och ett av världens första fotbollslag, Preston North End FC kommer från Preston. Här finns också en av Storbritanniens högsta kyrkor, St Walburge's Church och en ovanligt stor busstation med 79 hållplatser.
År 705 byggdes här troligen en församlingskyrka. Marken runt kom att först att tillhöra York och senare andra kyrkor, vilket kom att ge staden dess namn, först Priest's Town, vilket senare blev Preston.
Staden nämndes i Domedagsboken (Domesday Book) år 1086, och kallades då Prestune. Staden har ett strategiskt läge, och var skådeplats för slaget vid Preston, där Oliver Cromwell 17 augusti 1648 besegrade en rojalistisk armé under befäl av Hamilton och Langdale. Under jakobitiska upproret 1715 besatte upprorsarmén Preston men tvingades efter belägring 14 november att kapitulera för regeringstrupperna.
I Preston går några viktiga motorvägar, bland annat M6.

## Utbildning
University of Central Lancashire ligger i staden och är med sina omkring 35 000 studenter ett av Storbritanniens största universitet.

## Vänorter
- Almelo, Nederländerna
- Nîmes, Frankrike
- Recklinghausen, Tyskland
- Kalisz, Polen